# Нуклеус акумбенс
Нуклеус акумбенс (лат. Nucleus accumbens, често скраћено NAc или NAcc; познат и као акумбенс језгро, раније као nucleus accumbens septi, што на латинском значи „језгро поред септума") је регион у базалном предњем мозгу, рострално од преоптичке области хипоталамуса. Нуклеус акумбенс и олфакторни туберкулум заједно чине вентрални стријатум. Вентрални и дорзални стријатум заједно формирају стријатум, који је главна компонента базалних ганглија.
Допаминергички неурони мезолимбичког пута пројектују се на ГАМК-ергички неурон средњих бодљикавих ћелија нуклеус акумбенса и олфакторног туберкула. Свака мождана хемисфера има свој нуклеус акумбенс, који се може поделити на два дела: језгро (core) и љуску (shell). Ове подструктуре се разликују по морфологији и функцији.
Различити делови (core и shell) и популације неурона (Д1 тип и Д2 тип неурона средњих бодљикавих ћелија) одговорни су за различите когнитивне функције. У целини, нуклеус акумбенс има значајну улогу у когнитивној обради мотивације, аверзије, награде (укључујући позитивно појачање и задовољство), као и у учењу појачањем. Има важну улогу у зависности.
Део језгра нуклеус акумбенса је централно укључен у индукцију споро-таласног сна. Нуклеус акумбенс има мању улогу у обради страха, импулсивности и плацебо ефеката. Такође је укључен у кодирање нових моторичких програма.

## Структура
Нуклеус акумбенс је скуп неурона који има спољашњу љуску и унутрашње језгро.

### Улази
Главни глутаматергички улази у нуклеус акумбенс долазе из префронталног кортекса (посебно прелимбичког и инфралимбичког кортекса), базолатералне амигдале, вентралног хипокампуса, таламуса (конкретно мидлине и интраламинарних језгара) и глутаматергичке пројекције из вентралне тегменталне области (VTA). Нуклеус акумбенс прима допаминергички улаз из вентралне тегменталне области путем мезолимбичког пута. Често се описује као део кортико-базално-ганглио-таламо-кортикалне петље.
Допаминергички улази из VTA модулирају активност ГАМК-ергичких неурона у нуклеус акумбенсу. Ови неурони се активирају директно или индиректно еуфоричним супстанцама (нпр. амфетамин, опијати) и учествују у доживљавању награде (нпр. секс, музика, вежбање). Још један значајан извор улаза долази из CA1 и вентралног субикулума хипокампуса.
Нуклеус акумбенс је један од ретких региона који прима густу хистаминергичких пројекција из туберомамиларног језгра (једини извор хистамина у мозгу).

### Излази
Излазни неурони нуклеус акумбенса шаљу аксонске пројекције ка базалним ганглијама и вентралном аналогу глобус палидуса, познатом као вентрални палидум (VP). VP даље пројектује ка медијалном дорзалном језгру таламуса, које пројектује у префронтални кортекс као и назад у вентрални и дорзални стријатум. Други еференти укључују везе са репом вентралне тегменталне области, супстанцијом нигра и ретикуларном формацијом понса.

### Љуска (shell)
Љуска нуклеус акумбенса је спољашња подструктура. За разлику од језгра, сматра се делом продужене амигдале, смештена на ростралном полу.
Типови ћелија: Већина неурона су неурони средњих бодљикавих ћелија (MSN) са Д1 типом (DRD1, DRD5) или Д2 типом (DRD2, DRD3, DRD4) допаминских рецептора. Око 40% MSNs у љусци експримира оба типа рецептора. Ови мешовити неурони су углавном у љусци. Љуска има мању густину дендритских бодљи и мање разгранате неуроне у односу на језгро. Пројекције иду ка субкомисуралном делу вентралног палидума, VTA, хипоталамусу и продуженој амигдали.
Функција: Љуска је укључена у когнитивну обраду награде, укључујући субјективне реакције „свиђања“ на пријатне стимулусе, мотивациони значај и позитивно појачање. У љусци се налази „хедонистичка тачка“ (hedonic hotspot) која је одговорна за осећај задовољства. Аддиктивне супстанце имају већи утицај на допаминску активност у љусци него у језгру.

### Језгро (core)
Језгро нуклеус акумбенса је унутрашња подструктура и део је вентралног стријатума.
Типови ћелија: Језгро чине углавном неурони средњих бодљикавих ћелија са Д1 или Д2 типом допаминских рецептора. Д1 тип медијира процесе везане за награду, а Д2 тип за аверзију. Језгро има већу густину дендритских бодљи и више разгранате неуроне у односу на љуску. Пројекције иду ка глобус палидусу и супстанцији нигра. ГАМК је главни неуротрансмитер.
Функција: Језгро је укључено у когнитивну обраду моторичких функција повезаних са наградом, као и у регулацију споро-таласног сна. Посебно, језгро кодира нове моторичке програме који олакшавају стицање награде у будућности. Језгро медијира и генерални Павловљев-инструментални трансфер, где класично условљени стимулус мења оперативно понашање.

## Типови ћелија
Око 95% неурона у нуклеус акумбенсу су ГАМК-ергички неурони средњих бодљикавих ћелија који углавном експримирају Д1 или Д2 тип рецептора. Преосталих 1–2% су велике аспине холинергичке интернеуроне и још 1–2% су ГАМК-ергичке интернеуроне. Ови неурони су главни пројекциони (излазни) неурони нуклеус акумбенса.

## Неурохемија
Неке од неуротрансмитера, неуромодулатора и хормона који делују преко рецептора унутар нуклеус акумбенса су:
Допамин: Допамин се ослобађа у нуклеус акумбенсу након излагања стимулусима награде, укључујући рекреативне дроге као што су амфетамини, кокаин, никотин и морфин.
Фенетиламин и тирамин: Фенетиламин и тирамин су трагови амина који се синтетишу у неуронима који експримирају ензим ароматичну аминокиселинску декарбоксилазу (AADC), што укључује све допаминергичке неуроне. Ова једињења делују као допаминергички неуромодулатори који регулишу преузимање и ослобађање допамина у нуклеус акумбенсу путем интеракција са транспортерима VMAT2 и TAAR1 у завршетку аксона мезолимбичних допаминских неурона.
Глукокортикоиди и допамин: Глукокортикоидни рецептори су једини кортикостероидни рецептори у љусци нуклеус акумбенса. Глукокортикоиди могу утицати на ослобађање допамина и потенцијално на психотичне симптоме, што је важно за истраживања нових третмана.
ГАМК: Истраживања на пацовима показала су да ГАМКA рецептори у љусци нуклеус акумбенса имају инхибиторну контролу над понашањем које је под утицајем допамина, док ГАМКB рецептори контролишу понашање посредовано ацетилхолином.
Глутамат: Блокада глутаматергичких NMDA рецептора у језгру нуклеус акумбенса доводи до оштећења просторног учења. NMDA и AMPA рецептори имају значајну улогу у регулацији инструменталног учења.
Серотонин (5-HT): Серотонинергичке синапсе су бројније и имају више синаптичких контаката у љусци него у језгру нуклеус акумбенса. Ове синапсе су такође веће и садрже више великих везикула густог језгра у поређењу са језгром.

## Функција
Нуклеус акумбенс, као део система награде, игра важну улогу у обради стимулуса награде, појачања (нпр. храна и вода), као и стимулуса који су и награђујући и појачавајући (дроге зависности, секс, физичка активност). Преовлађујући одговор неурона у нуклеус акумбенсу на награду као што је сахароза је инхибиција, док је супротан одговор у случају аверсивних стимулуса као што је хинин.
Смањење ексцитабилности неурона у нуклеус акумбенсу је повезано са наградом, што се види, на пример, приликом стимулације μ-опиоидних рецептора. Функционална магнетна резонанца показује да се сигнал у нуклеус акумбенсу повећава током перцепције пријатних, емоционално набијених слика и током менталне визуализације пријатних сцена.
Захваљујући бројним улазима из лимбичких региона и снажним излазима ка моторичким регионима, нуклеус акумбенс се често описује као интерфејс између лимбичког и моторичког система.
Микроињекције μ-опиоидних агониста, δ-опиоидних или κ-опиоидних агониста у ростродорзални квадрант медијалне љуске појачавају осећај „свиђања“, док каудалне ињекције могу инхибирати реакције гађења или задовољства. Само одређене регије нуклеус акумбенса имају узрочну улогу у стварању задовољства, а осим опиоидних агониста, само ендоканабиноиди могу појачати осећај „свиђања“. У остатку нуклеус акумбенса, допамин, ГАМК агонисти или AMPA антагонисти утичу искључиво на мотивацију.
Постоји градијент унутар нуклеус акумбенса у појачању апетитивних наспрам страхом изазваних реакција. Кортекс орбитофронталис усмерава одговор ка апетитивном понашању, док инфралимбични кортекс потискује одговор без обзира на валенцију.
Нуклеус акумбенс није неопходан нити довољан за инструментално учење, али манипулације могу утицати на перформансе у задацима инструменталног учења. Лезије језгра нуклеус акумбенса утичу на понашање након девалуације и инхибирају ефекат општег Павловљевог-инструменталног трансфера, док лезије љуске утичу само на специфичан трансфер.
У дорзалном стријатуму, разлика између Д1 и Д2 неурона је изражена: Д1-МСН неурони су појачавајући и повећавају локомоцију, док су Д2-МСН аверсивни и смањују локомоцију. Иако се претпостављало да ово важи и за нуклеус акумбенс, новије студије показују сложеније односе. На пример, активација Д2-МСН неурона у нуклеус акумбенсу може повећати мотивацију инхибицијом вентралног палидума, што доводи до појачане допаминске активности.
Материнско понашање: Код пацова, присуство младунчади доводи до појачане активности у регијама мозга повезаним са појачањем, укључујући нуклеус акумбенс. Ниво допамина расте током материнског понашања, а лезије у овој регији ремете материнско понашање.
Аверзија: Активација Д1-МСН неурона у нуклеус акумбенсу је повезана са наградом, док активација Д2-МСН неурона промовише аверзију.
Споро-таласни сан: Активација индиректних (Д2 тип) неурона средњих бодљикавих ћелија у језгру нуклеус акумбенса, који ко-експримирају аденозинске А2A рецепторе и пројектују ка вентралном палидуму, укључена је у регулацију споро-таласног сна. Оптогенетска и кемогенетска активација ових неурона изазива споро-таласни сан, док њихова инхибиција потискује сан. Д2-МСН неурони у љусци немају улогу у регулацији споро-таласног сна.

### Зависност
Савремени модели зависности од хроничне употребе дрога подразумевају промене у експресији гена у мезокортиколимбичкој пројекцији. Најважнији транскрипциони фактори који доводе до ових промена су ΔFosB, CREB и NFκB. ΔFosB је најзначајнији транскрипциони фактор у зависности, јер је његова вирусна или генетска преекспресија у нуклеус акумбенсу неопходна и довољна за многе неуронске адаптације и понашајне ефекте (нпр. појачана самоадминистрација и сензитизација награде) који се јављају код зависности од дрога. Прекомерна експресија ΔFosB је повезана са зависношћу од алкохола, канабиноида, кокаина, метилфенидата, никотина, опијата, фенциклидина, пропофола и супституисаних амфетамина, између осталог. Повећање експресије ΔJunD у нуклеус акумбенсу може смањити или, у великој мери, чак и блокирати већину неуронских промена изазваних хроничном злоупотребом дрога (тј. промена посредованих ΔFosB).
ΔFosB такође има важну улогу у регулацији понашајних одговора на природне награде, као што су укусна храна, секс и физичка активност. Природне награде, као и дроге, индукују ΔFosB у нуклеус акумбенсу, а хронично стицање ових награда може довести до сличног патолошког стања зависности преко прекомерне експресије ΔFosB. ΔFosB је кључни транскрипциони фактор у зависностима од природних награда; посебно, ΔFosB у нуклеус акумбенсу је кључан за појачавајуће ефекте сексуалне награде. Истраживања интеракције између природних и дрогом изазваних награда указују да психостимуланси и сексуално понашање делују на сличне биомолекуларне механизме за индукцију ΔFosB у нуклеус акумбенсу и поседују унакрсне ефекте сензитизације посредоване ΔFosB.
Слично као и код дрога, и недрогирајуће награде повећавају ниво екстрацелуларног допамина у љусци нуклеус акумбенса. Допаминско ослобађање изазвано дрогама у љусци и језгру нуклеус акумбенса обично није склоно хабитуацији (тј. развоју толеранције), већ напротив, понављана изложеност дрогама које изазивају ослобађање допамина у овим регијама резултира сензитизацијом (тј. количина допамина која се ослобађа у будућим експозицијама расте). Сензитизација допаминског ослобађања у љусци након понављане изложености дрогама јача везу између стимулуса и дроге (класично условљавање), а те везе постају отпорније на гашење. Када се једном формирају, овакви условљени стимулуси (нпр. окружења и предмети често повезани са употребом дроге) постају дрогом изазвани стимулуси који делују као секундарни појачивачи употребе дроге – излагање таквом стимулусу изазива жељу за дрогом.
За разлику од дрога, ослобађање допамина у љусци нуклеус акумбенса изазвано многим природним наградама обично подлеже хабитуацији након понављане експозиције (тј. количина допамина која се ослобађа у будућим експозицијама таквим стимулусима опада).
Шаблон:FOSB addiction table

### Депресија
У априлу 2007. два истраживачка тима су објавила да су имплантирали електроде у нуклеус акумбенс ради примене дубоке мождане стимулације у лечењу тешке депресије. Године 2010. показано је да дубока стимулација нуклеус акумбенса смањује симптоме депресије код 50% пацијената који нису реаговали на друге третмане као што су електроконвулзивна терапија. Нуклеус акумбенс је такође био мета у лечењу малих група пацијената са терапијски резистентним опсесивно-компулзивним поремећајем.

### Аблација
У лечењу зависности, као и у покушајима лечења менталних болести, примењивана је радиофреквентна аблација нуклеус акумбенса. Резултати су нејасни и контроверзни.

### Плацебо ефекат
Активирање нуклеус акумбенса је уочено током ишчекивања ефекта лека када је кориснику дат плацебо, што указује на улогу нуклеус акумбенса у плацебо ефекту.

## Додатне слике
- Допамин и серотонин
- МРТ коронарни пресек са означеним нуклеус акумбенсом (црвено)
- Сагитални МРТ пресек са означеним нуклеус акумбенсом (црвено)
- Нуклеус акумбенс означен зеленом бојом на коронарним Т1 МРТ снимцима
- Нуклеус акумбенс означен зеленом бојом на сагиталним Т1 МРТ снимцима
- Нуклеус акумбенс означен зеленом бојом на трансверзалним Т1 МРТ снимцима